# Лагерь Фридланд

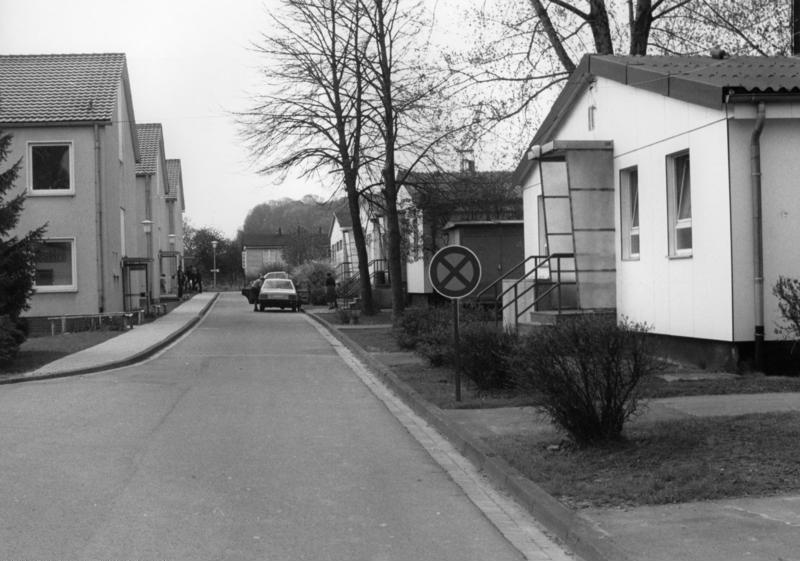
Современный вид лагеря (1982)

Лагерь Фри́дланд (нем. Grenzdurchgangslager Friedland) — приёмный лагерь в одноимённом посёлке на южной окраине федеральной земли Нижняя Саксония в Германии. Лагерь находится в подчинении Федерального административного ведомства. Почтовый адрес лагеря: Bundesverwaltungsamt — Außenstelle Friedland, Heimkehrerstr. 16, 37133 Friedland, Deutschland.

## Открытие лагеря

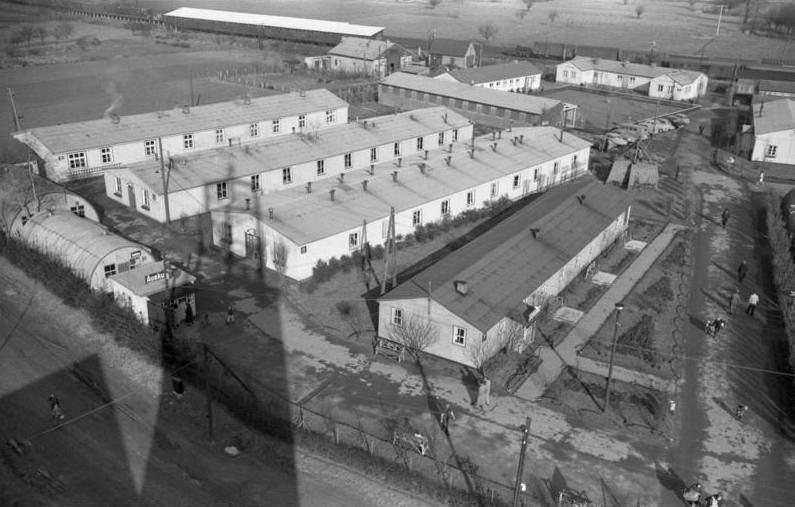
Лагерные бараки, 1958

Положение посёлка Фридланд на границе трёх оккупационных зон (Нижняя Саксония — британская, Гессен — американская и Тюрингия — советская) и важнейших железнодорожных путей между Ганновером и Касселем предопределило положение лагеря, который был построен британскими оккупационными войсками на земле экономических исследовательских лабораторий Университета Гёттингена и 20 сентября 1945 года начал свою работу. С ноября 1945 года во Фридланде работает отделение благотворительной организации «Каритас».
В послевоенные годы в лагерь были также приняты сотни тысяч военнопленных из Советского Союза, которым в лагере помогали восстанавливать документы, предоставляли место в бараке, искали родственников и т. п.
В 1957 году было учреждено общество «Помощь Фридланда» (нем. Friedlandhilfe), целью которого была помощь людям при новой интеграции в общество.
Позднее Фридланд стал использоваться как лагерь для беглецов из ГДР.

## Поздние переселенцы

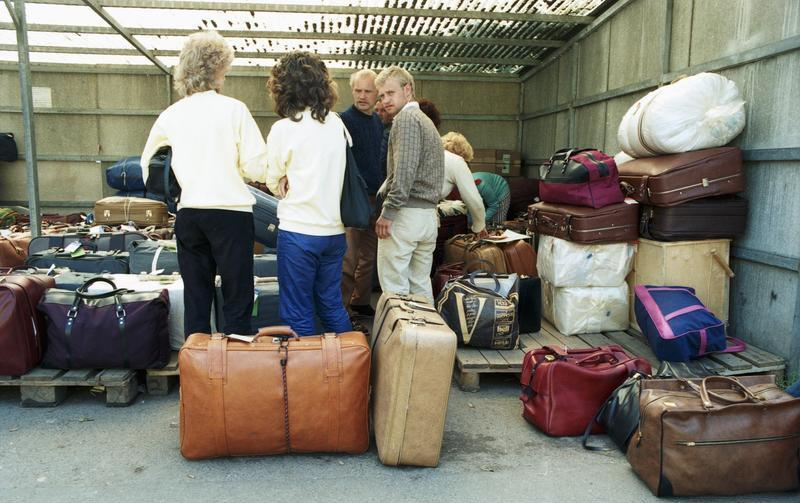
Немецкие переселенцы, 1988

С 1980-х годов Фридланд стал одним из многочисленных лагерей приёма поздних переселенцев из стран бывшего СССР и Восточной Европы. С 1 сентября 2000 года Фридланд остался единственным первичным лагерем по приёму немецких переселенцев, так как большая часть лагерей в предыдущие годы была закрыта в связи с уменьшением потока переселенцев.
В лагеря первичного приёма принимаются переселенцы, признанные поздними переселенцами, прибывшие из стран происхождения, проходят первичную регистрацию и далее распределяются по федеральным землям Германии,  Многие из них также проходят здесь на местах начиная с 2007 года интеграционные курсы.

## Приём беженцев
Кроме всего прочего, во Фридланд в разные годы были приняты и другие категории лиц:
- 1956 — беженцы из Венгрии после ввода туда войск стран Варшавского договора
- 1973 — преследуемые режимом Пиночета из Чили
- 1978 — беженцы из Южного Вьетнама, преследуемые коммунистическим режимом Севера.
- 1984 — тамилы из Шри-Ланки
- 1990 — беженцы из Албании
- 1998 — беженцы из Косово, преследуемые сербскими войсками.

В конце марта 2009 года во Фридланд были приняты первые 124 из 2 500 иракских беженцев, которые были доставлены специальным авиарейсом из Дамаска в Ганновер. Около 80 процентов из них — христианское меньшинство, преследуемое в Ираке.  В 2013 году прибыли первые из 5000 сирийских беженцев.
В общей сложности через лагерь Фридланд за всё время его работы прошло около 4 миллионов человек.